# Omphalotropis hieroglyphica
Omphalotropis hieroglyphica é uma espécie de gastrópode  da família Assimineidae.
É endémica de Maurícia.